# او فرنسن
او فرنسن (دانمارکی: Aage Frandsen; ۱۸ اکتبر ۱۸۹۰ – ۲۴ مارس ۱۹۶۸) ژیمناست هنری اهل دانمارک بود.
وی در مسابقات کشوری و بین‌المللی در مجموع برندهٔ ۱ مدال طلا شده‌است.